# Offenbach (Mittenaar)
Offenbach ist ein Ortsteil der Gemeinde Mittenaar im mittelhessischen Lahn-Dill-Kreis.

## Geographische Lage
Der Ort liegt östlich des Hauptortes. Die Bundesstraße 255 führt durch den Ort.

## Geschichte

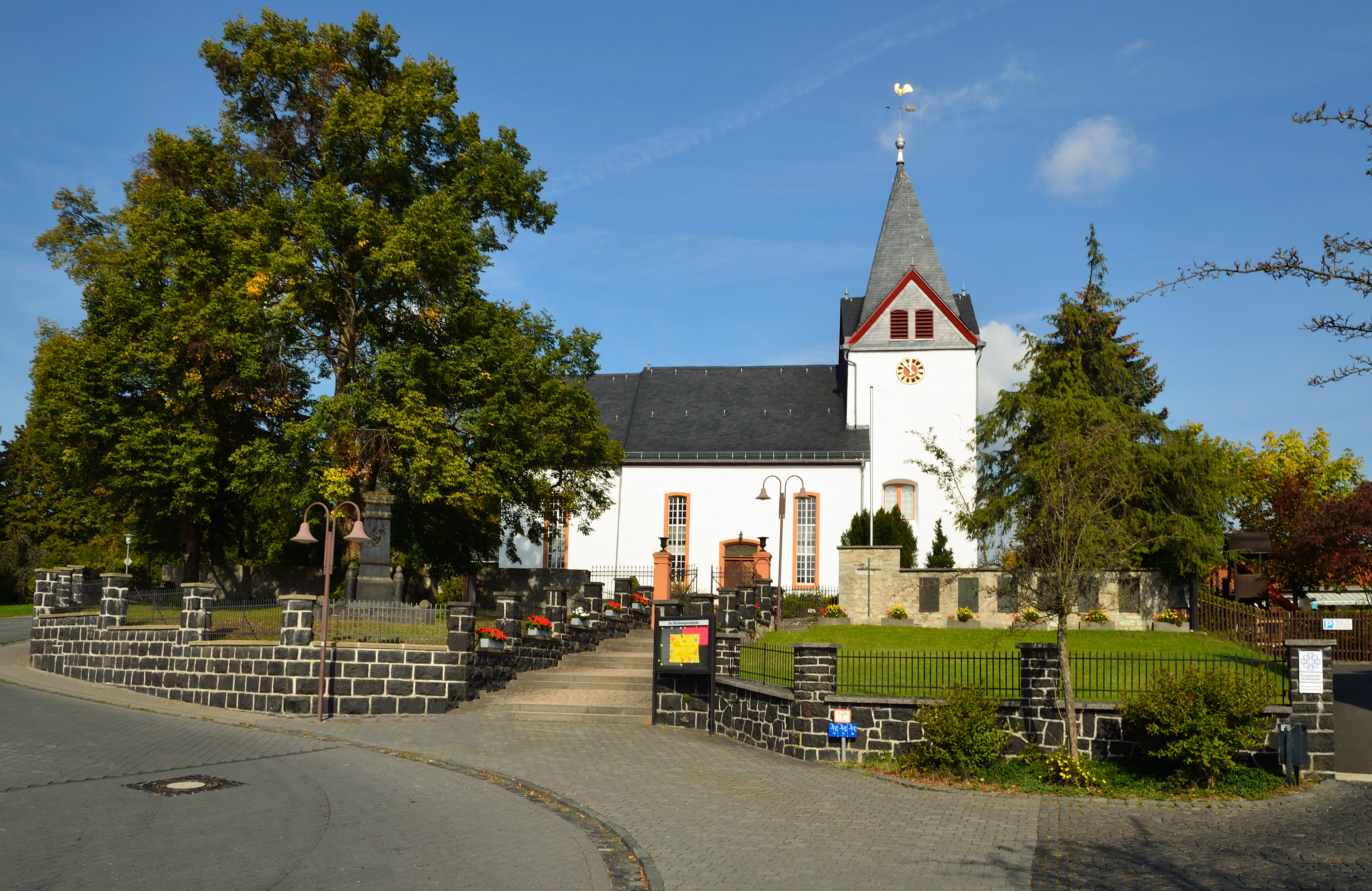
Die Kirche

### Ortsgeschichte
Offenbach wurde soweit bekannt erstmals im Jahre 1269 in einer Urkunde des Johann von Dernbach erwähnt.
In den Schreckensjahren des Dreißigjährigen Kriegs fielen Ende April 1635 die Horden des kaiserlichen Generals Philipp von Mansfeld über die Aartaldörfer her und steckten die Häuser an. In Offenbach verbrannten 60, in Bicken 53 und in Ballersbach 18 Gebäude.
Unvergessen blieb auch ein düsteres Kapitel des großen Krieges, die Hexenverfolgung. Die eigenen Mitbürger brachten 1629/1630 in Offenbach 6, in Bicken 18 und in Ballersbach ebenfalls 6 Frauen und Männer auf den Scheiterhaufen.
Als ältestes Kulturdenkmal beherbergt der Turm der Offenbacher Kirche eine Glocke aus dem Jahre 1452, die seitdem ununterbrochen in Gebrauch ist. Die gestiegene Einwohnerzahl machte 1955/1956 eine Erweiterung des Kirchenschiffs in Offenbach erforderlich.
Im Jahr 2019 feierte Offenbach mit einem großen Festwochenende sein 750-jähriges Bestehen.
Hessische Gebietsreform (1970–1977)
Im Zuge der Gebietsreform in Hessen fusionierten die Gemeinden Offenbach, Bicken und Ballersbach zum 31. Dezember 1971 freiwillig zur neuen Gemeinde Mittenaar. Ortsbezirke nach der Hessischen Gemeindeordnung wurden nicht errichtet.

### Verwaltungsgeschichte im Überblick
Die folgende Liste zeigt die Staaten und Verwaltungseinheiten, denen Offenbach angehört(e):
- vor 1739: Heiliges Römisches Reich, Grafschaft/Fürstentum Nassau-Dillenburg, Amt Herborn
- ab 1739: Heiliges Römisches Reich, Fürstentum Nassau-Diez, Amt Herborn
- 1806–1813: Großherzogtum Berg,[Anm. 2] Département Sieg, Arrondissement Dillenburg, Kanton Herborn
- 1813–1815: Fürstentum Nassau-Oranien, Amt Herborn
- ab 1816: Herzogtum Nassau,[Anm. 3] Amt Herborn
- ab 1849: Herzogtum Nassau, Kreisamt Herborn[Anm. 4]
- ab 1854: Herzogtum Nassau, Amt Herborn
- ab 1867: Norddeutscher Bund[Anm. 5], Königreich Preußen,[Anm. 6] Provinz Hessen-Nassau, Regierungsbezirk Wiesbaden, Dillkreis[Anm. 7]
- ab 1871: Deutsches Reich, Königreich Preußen, Provinz Hessen-Nassau, Regierungsbezirk Wiesbaden, Dillkreis
- ab 1918: Deutsches Reich (Weimarer Republik), Freistaat Preußen, Provinz Hessen-Nassau, Regierungsbezirk Wiesbaden, Dillkreis
- ab 1932: Deutsches Reich, Freistaat Preußen, Provinz Hessen-Nassau, Regierungsbezirk Wiesbaden, Landkreis Dillenburg
- ab 1933: Deutsches Reich, Freistaat Preußen, Provinz Hessen-Nassau, Regierungsbezirk Wiesbaden, Dillkreis
- ab 1944: Deutsches Reich, Freistaat Preußen, Provinz Nassau, Dillkreis
- ab 1945: Amerikanische Besatzungszone,[Anm. 8] Groß-Hessen, Regierungsbezirk Wiesbaden, Dillkreis
- ab 1946: Amerikanische Besatzungszone, Land Hessen, Regierungsbezirk Wiesbaden, Dillkreis
- ab 1949: Bundesrepublik Deutschland, Land Hessen, Regierungsbezirk Wiesbaden, Dillkreis
- ab 1968: Bundesrepublik Deutschland, Land Hessen, Regierungsbezirk Darmstadt, Dillkreis
- ab 1972: Bundesrepublik Deutschland, Land Hessen, Regierungsbezirk Darmstadt, Dillkreis, Gemeinde Mittenaar[Anm. 9]
- ab 1977: Bundesrepublik Deutschland, Land Hessen, Regierungsbezirk Darmstadt, Lahn-Dill-Kreis, Gemeinde Mittenaar
- ab 1981: Bundesrepublik Deutschland, Land Hessen, Regierungsbezirk Gießen, Lahn-Dill-Kreis, Gemeinde Mittenaar

## Bevölkerung

### Einwohnerstruktur 2011
Nach den Erhebungen des Zensus 2011 lebten am Stichtag dem 9. Mai 2011 in Offenbach 1326 Einwohner. Darunter waren 37 (2,8 %) Ausländer.
Nach dem Lebensalter waren 216 Einwohner unter 18 Jahren, 546 zwischen 18 und 49, 273 zwischen 50 und 64 und 288 Einwohner waren älter.
Die Einwohner lebten in 549 Haushalten. Davon waren 141 Singlehaushalte, 159 Paare ohne Kinder und 201 Paare mit Kindern, sowie 36 Alleinerziehende und 9 Wohngemeinschaften. In 126 Haushalten lebten ausschließlich Senioren und in 345 Haushaltungen lebten keine Senioren.

### Einwohnerentwicklung
| Offenbach: Einwohnerzahlen von 1834 bis 2011 | Offenbach: Einwohnerzahlen von 1834 bis 2011 | Offenbach: Einwohnerzahlen von 1834 bis 2011 | Offenbach: Einwohnerzahlen von 1834 bis 2011 | Offenbach: Einwohnerzahlen von 1834 bis 2011 |
| --- | -------------------------------------------- | -------------------------------------------- | -------------------------------------------- | -------------------------------------------- |
| Jahr |                                              |                                              |                                              | Einwohner                                    |
| 1834 | 1834                                         |                                              | 510                                          | 510                                          |
| 1840 | 1840                                         |                                              | 572                                          | 572                                          |
| 1846 | 1846                                         |                                              | 558                                          | 558                                          |
| 1852 | 1852                                         |                                              | 546                                          | 546                                          |
| 1858 | 1858                                         |                                              | 516                                          | 516                                          |
| 1864 | 1864                                         |                                              | 514                                          | 514                                          |
| 1871 | 1871                                         |                                              | 526                                          | 526                                          |
| 1875 | 1875                                         |                                              | 542                                          | 542                                          |
| 1885 | 1885                                         |                                              | 583                                          | 583                                          |
| 1895 | 1895                                         |                                              | 607                                          | 607                                          |
| 1905 | 1905                                         |                                              | 721                                          | 721                                          |
| 1910 | 1910                                         |                                              | 799                                          | 799                                          |
| 1925 | 1925                                         |                                              | 906                                          | 906                                          |
| 1939 | 1939                                         |                                              | 1.021                                        | 1.021                                        |
| 1946 | 1946                                         |                                              | 1.177                                        | 1.177                                        |
| 1950 | 1950                                         |                                              | 1.235                                        | 1.235                                        |
| 1956 | 1956                                         |                                              | 1.228                                        | 1.228                                        |
| 1961 | 1961                                         |                                              | 1.281                                        | 1.281                                        |
| 1967 | 1967                                         |                                              | 1.312                                        | 1.312                                        |
| 1970 | 1970                                         |                                              | 1.414                                        | 1.414                                        |
| 1972 | 1972                                         |                                              | 1.407                                        | 1.407                                        |
| 1980 | 1980                                         |                                              | ?                                            | ?                                            |
| 1990 | 1990                                         |                                              | ?                                            | ?                                            |
| 2000 | 2000                                         |                                              | ?                                            | ?                                            |
| 2011 | 2011                                         |                                              | 1.326                                        | 1.326                                        |
| Datenquelle: Historisches Gemeindeverzeichnis für Hessen: Die Bevölkerung der Gemeinden 1834 bis 1967. Wiesbaden: Hessisches Statistisches Landesamt, 1968. Weitere Quellen: LAGIS; Gemeinde Mittenaar |                                              |                                              |                                              |                                              |

### Historische Religionszugehörigkeit
| Quelle: Historisches Ortslexikon |                                                                                             |
| • 1885:                          | 0580 evangelische (= 99,49 %), ein katholischer (= 0,17 %), 2 jüdische (= 0,34 %) Einwohner |
| • 1961:                          | 1175 evangelische (= 91,73 %), 94 katholische (= 7,34 %) Einwohner                          |

## Politik

### Wappen
Am 17. Oktober 1957 genehmigte der Hessische Minister des Innern das Wappen mit folgender Beschreibung:
| Wappen von Offenbach | Blasonierung: „In einem von Schwarz und Gold schräg links geteilten Schild oben ein goldenes dreiblättriges Kleeblatt, unten ein schwarzes Ochsenjoch.“                  |
| Wappen von Offenbach | Wappenbegründung: Die Farben und das Kleeblatt stammen aus dem Wappen der Herren von Dernbach. Gestaltet wurde das Wappen durch den Bad Nauheimer Heraldiker Heinz Ritt. |

### Flagge
Am 21. Oktober 1958 genehmigte der Hessische Minister des Innern die Flagge mit folgender Beschreibung:

„In einem von Gold und Schwarz geteilten Flaggenfeld das Wappen der Gemeinde Offenbach.“

## Infrastruktur
- Den öffentlichen Personennahverkehr stellt die Verkehrsgesellschaft Lahn-Dill-Weil mit den Buslinien 407 und 403 sicher.
- Im Ort gibt es eine evangelische Kindertagesstätte mit drei Gruppen.
- Im Ort befinden sich zwei große Supermärkte und eine Tankstelle.

## Sehenswürdigkeiten
- Siehe auch: Liste der Kulturdenkmäler in Mittenaar

## Persönlichkeiten
- Philipp August Groos (1845–1919), Bürgermeister, Abgeordneter des Provinziallandtages der Provinz Hessen-Nassau